# Männin
Männin ist eine feminisierte Form des Wortes Mann und bezeichnet eine Frau.

## Herkunft und Verwendung
Bekannt ist das Wort aus Martin Luthers Bibelübersetzung und erscheint dort im 1. Buch Moses im Vers Gen 2,23 , wurde aber offenbar schon in einer Bibelübersetzung von 1483 verwendet. Es ist eine sonst kaum verwendete Lehnübersetzung des hebräischen אִשָּׁה (ischah, Frau), der weiblichen Form von איש (isch, Mann).
Ableitungen von Männin wie Amtmännin oder Landsmännin sind teilweise noch gebräuchlich, gelten aber zunehmend als veraltet und werden meist durch Formen wie Amtfrau ersetzt. Bereits im Jahr 1574 vermerkte eine der ersten Grammatiken des Deutschen, dass Ableitungen von maskulinen „Nomina der Männer, männlichen Ämtern, Zunamen und ähnlichen“ nur gebildet werden, wenn es nicht bereits eigenständige feminine Bezeichnungen gibt.